# ピアソン (企業)
ピアソン（英: Pearson PLC）は、イギリス・ロンドン市内シティ・オブ・ウェストミンスターのテムズ川沿いにあるシェルメックス・ハウスに本部を置くメディア・コングロマリット。歴史的には、油田開発で利益をあげロンドンラザードを支配した時期が長く、出版社としての歴史は20世紀後半からとなる。また出版以外にも多様なメディア産業を展開している。ロンドン証券取引所・ニューヨーク証券取引所上場企業（LSE: PSON、NYSE: PSO）。

## 近代
ピアソンは1994年にSoftware Toolworksを、1996年にHarperCollinsを買収した。2015年現在、ピアソンの出版事業はイギリス・インド・オーストラリア・ニュージーランドで最大規模、アメリカ合衆国・カナダで2番目の規模である。特にアメリカ市場での売り上げが全体の6割を占め、同国の教育出版市場で主要プレイヤーとなっている。こうしてみるとマルチメディアとしての側面ばかりが目につくが、かつてのピアソンは全く違っていた。
ピアソンはピール銀行条例の年にサミュエル・ピアソンが起業した。1856年に兄のジョージが参加してS Pearson & Sonという社名となった。翌年に本社をブラッドフォードからヨークシャーへ移した。水道インフラを整備する事業は順調に拡大した。いよいよ大不況がくるという1873年にウィートマン・ピアソンが参画し、6年後には祖父のサミュエルから会社の株を譲り受けた。1884年に本社をロンドンへ移し、このときから第一次世界大戦が起きる年までにウィートマンは実に67の事業、4300万ポンド分を受注した。このうち45.5％が中南米のプロジェクトであった。英国政府が主要な顧客であり、たとえば1892年から5年がかりでブラックウォール・トンネルを造成した。さまざまな港湾・ドックの整備を成し遂げ、今や議員として政治に顔のきくウィートマンは何かとメキシコ対策委員としてもてはやされた。そしてメキシコに運河や鉄道を敷設していった。ウィートマンはメキシコのポルフィリオ・ディアスと信頼を深めていき、利権を分け合うようになった。1901年にウィートマンは油田を買収し、1906年までに60万エーカーを保有した。1908年にドス・ボカス油田を掘り当て、スタンダード・オイルと熾烈な価格競争を展開した。1910年にポトレロ・デ・リャノ油田を発見し、Mexican Eagle Petroleum Companyを設立した。この事業は大いに成長して、ピアソンが保有する資産のうち1200万ポンドがメキシコ利権由来となった。1919年、メキシカン・イーグルの株をロイヤルダッチ・シェルに売却した。そこで回収した資金はロンドンラザードを買収するのに使われた。なお、テンプレートの写真に映っている本社建物はシェル・メックス・ハウスといって、シェルとBPの合弁メキシコ事業が1970年代まで長らく本社に使っていたものである。1919年に戻ると、株式売却を機会にグループが再編され、S Pearson & Son Ltd.が持株会社となった。また、子会社としてホワイトホール・ペトロリアムとホワイトホール・トラストが設立された。

## 現代
ウィートンは1927年に死亡した。彼の息子世代にピアソンの経営方針は変わりだした。兄ハロルドがWestminster Press Ltdを立派に育て、ウィートンの跡を継いだ弟クライヴが世界恐慌でメキシコとチリの電気事業を売却した。代わりに英国南西部、つまりグリエルモ・マルコーニと縁の深いポルドゥーをふくむ地域で、中南米と似たような電気事業を営むようになった。ピアソンはブリティッシュ・エアウェイズの設立に基幹的役割を担い、1941年にはアメラダ石油を買収したが、第二次世界大戦中にそうした事業から戦略物資を徴収されて、戦後1948年には電気事業が国有化された。
経営者の世代交代を経て、1957年にFinancial Newsを傘下においた。アテネの電気事業をギリシアへ売却するなどしてピアソンはスリム化に邁進した。1969年に節税等の目的で資本金200万ポンドの二割を株式公開し、ピアソンは分相応の企業となった。粗利700万ポンドの約1/4 はホワイトホール証券子会社のロンドンラザードが稼いでいた。粗利の三割はフィナンシャル・タイムズを買収していた本社の出版事業が出所であった。そして北米の石油事業が二割を稼ぎ出していた。物づくりは7％、ラザード以外の投資部門が15％であった。

1977年にギブソン男爵が会長となった。1979年にカメコを買収した。1980年代にペンギン・ブックスなどの傘下事業をシェル・メックス・ハウスに次々と進駐させて、ついにハウスをピアソンの本社にした。1990年にロンドンラザードの相当な業績低下が報告され、これを受けてパリとニューヨークのラザードとも連携するようになった。1997年にMarjorie ScardinoがCEOとなった。世紀の変わり目で全体的な業績低下に苦しみ、ピアソンはダウンサイジングを続けている。2002年にRTLグループの株を22％売却した。ピアソンは2003年に英国の資格プロバイダーであるエデクセルを買収し、2008年2月ピアソンは、ピアソンデータ管理部門（旧NCS incのスキャナー製造及びサービス部門）を、主要な競合企業だったM＆F Worldwideに売却したと発表した。ピアソンは2009年にWall Street Englishを1億4000万ドルで買収し、さらに2010年にSistema Educational Brasileiro（SEB）の学校学習システム部門を4億9700万ドルで買収した。2011年7月、ピアソンはロンドンを拠点とする英国の学位プロバイダーであるピアソンカレッジの設立を発表した。また、同年12月にピアソンはコネクションズアカデミーを買収し、同月FTSEインターナショナルリミテッドの50％の株式をロンドン証券取引所に4億5000万ポンドで売却することに合意した。
やがてベルテルスマンと協定して2012年10月にペンギン・グループとランダムハウスを共同事業とした。
2015年12月、傘下のフィナンシャル・タイムズを日本経済新聞社に譲渡。また同年8月、エコノミストについてもイタリアの投資会社エクソールが約4億6900万ポンドで株式の半分を買収すると発表した。エクソールとはつまりアニェリ家である。エコノミスト株で残り半分はシュローダー、カドバリー家、そしてロスチャイルド家が保有している。
なお、かつては日本法人としてピアソン・エデュケーションがあった。2010年にピアソン傘下となっていた桐原書店に吸収合併され、桐原書店の社名がピアソン桐原に改称されたものの、2013年に同社がピアソングループから独立して社名を元に戻し（業務提携は継続）、技術系書籍の出版業務から撤退。2014年現在は同社を通じて英語版書籍や辞書類の販売を行うほか、技術系書籍については丸善出版が一部再出版している。

## 所有企業（一部）
- ピアソンVUE
- ペンギン・ランダムハウス
- ロングマン（英語版）
- シスコ・プレス
- DK社

- アシェット
- エスヘル
- エコノミスト・グループ[注釈 1]